# NGC 5751
NGC 5751 (również PGC 52607 lub UGC 9498) – galaktyka spiralna (Sc), znajdująca się w gwiazdozbiorze Wolarza. Odkrył ją William Herschel 24 kwietnia 1789 roku.